# Limenitis ephestiaena
Limenitis ephestiaena är en fjärilsart som beskrevs av Jacob Hübner 1818. Limenitis ephestiaena ingår i släktet Limenitis och familjen praktfjärilar. Inga underarter finns listade i Catalogue of Life.